# Danh sách di sản văn hóa Tây Ban Nha được quan tâm ở hạt Baix Ebre (tỉnh Tarragona)
Danh sách di sản văn hóa Tây Ban Nha được quan tâm ở hạt Baix Ebre (tỉnh Tarragona).

## Di tích theo thành phố

### A

#### Alfara de Carles(Alfara de Carles)
| Tên                             | Dạng            | Địa điểm | Tọa độ                                        | Số hồ sơ tham khảo? | Ngày nhận danh hiệu? | Hình ảnh     |
| ------------------------------- | --------------- | -------- | --------------------------------------------- | ------------------- | -------------------- | ------------ |
| Căn nhà Cueva Pintada           | Khu khảo cổ     | Alfara   |                                               | RI-55-0000538       | 20-08-1996           | Upload image |
| Lâu đài Carles (Lâu đài Toscar) | Di tích Lâu đài | Alfara   | 40°51′03″B 0°21′35″Đ / 40,850765°B 0,359747°Đ | RI-51-0006563       | 08-11-1988           | Upload image |
| Tháp Campanario                 | Di tích Tháp    | Alfara   | 40°52′22″B 0°24′01″Đ / 40,872834°B 0,400269°Đ | RI-51-0006564       | 08-11-1988           | Upload image |

### B

#### Benifallet
| Tên                 | Dạng            | Địa điểm   | Tọa độ                                        | Số hồ sơ tham khảo? | Ngày nhận danh hiệu? | Hình ảnh                              |
| ------------------- | --------------- | ---------- | --------------------------------------------- | ------------------- | -------------------- | ------------------------------------- |
| Lâu đài Benifallet  | Di tích Lâu đài | Benifallet | 40°58′24″B 0°31′07″Đ / 40,97334°B 0,51863°Đ   | RI-51-0006591       | 08-11-1988           | Castillo de Benifallet · Upload image |
| Lâu đài Coll Sorn   | Di tích Lâu đài | Benifallet | 40°55′51″B 0°29′32″Đ / 40,930873°B 0,492278°Đ | RI-51-0006810       | 08-11-1988           | Upload image                          |
| Tháp Roca Folletera | Di tích Tháp    | Benifallet | 41°00′41″B 0°33′36″Đ / 41,011261°B 0,55987°Đ  | RI-51-0006592       | 08-11-1988           | Upload image                          |

### C

#### Camarles
| Tên              | Dạng         | Địa điểm | Tọa độ                                        | Số hồ sơ tham khảo? | Ngày nhận danh hiệu? | Hình ảnh                              |
| ---------------- | ------------ | -------- | --------------------------------------------- | ------------------- | -------------------- | ------------------------------------- |
| Lâu đài Camarles | Di tích Tháp | Camarles | 40°46′38″B 0°40′28″Đ / 40,777304°B 0,674427°Đ | RI-51-0006606       | 08-11-1988           | Torre de Camarles · Upload image      |
| Tháp Granadella  | Di tích Tháp | Camarles | 40°46′04″B 0°39′45″Đ / 40,767744°B 0,662428°Đ | RI-51-0006605       | 08-11-1988           | Torre de la Granadella · Upload image |

#### Xerta(Xerta)
| Tên            | Dạng            | Địa điểm | Tọa độ                                        | Số hồ sơ tham khảo? | Ngày nhận danh hiệu? | Hình ảnh                      |
| -------------- | --------------- | -------- | --------------------------------------------- | ------------------- | -------------------- | ----------------------------- |
| Azud Cherta    | Di tích Azud    | Cherta   | 40°55′26″B 0°29′29″Đ / 40,924002°B 0,491301°Đ | RI-51-0007269       | 12-03-2002           | Azud de Cherta · Upload image |
| Lâu đài Cherta | Di tích Lâu đài | Cherta   | 40°54′47″B 0°29′27″Đ / 40,913161°B 0,490737°Đ | RI-51-0006809       | 08-11-1988           | Upload image                  |

### D

#### Deltebre
| Tên             | Dạng         | Địa điểm | Tọa độ | Số hồ sơ tham khảo? | Ngày nhận danh hiệu? | Hình ảnh     |
| --------------- | ------------ | -------- | ------ | ------------------- | -------------------- | ------------ |
| Tháp Curta      | Di tích Tháp | Deltebre |        | RI-51-0006758       | 08-11-1988           | Upload image |
| Tháp Sol-de-Riu | Di tích Tháp | Deltebre |        | RI-51-0006621       | 08-11-1988           | Upload image |

### L

#### L'Aldea(L'Aldea)
| Tên              | Dạng         | Địa điểm | Tọa độ                                        | Số hồ sơ tham khảo? | Ngày nhận danh hiệu? | Hình ảnh                            |
| ---------------- | ------------ | -------- | --------------------------------------------- | ------------------- | -------------------- | ----------------------------------- |
| Tháp Benixarop   | Di tích Tháp | La Aldea | 40°47′26″B 0°36′53″Đ / 40,790664°B 0,614808°Đ | RI-51-0006562       | 08-11-1988           | Upload image                        |
| Tháp Burjassénia | Di tích Tháp | La Aldea | 40°43′59″B 0°35′46″Đ / 40,733078°B 0,595989°Đ | RI-51-0006561       | 08-11-1988           | Torre de Burjassénia · Upload image |
| Tháp Aldea       | Di tích Tháp | La Aldea | 40°43′55″B 0°37′41″Đ / 40,731896°B 0,628086°Đ | RI-51-0006559       | 08-11-1988           | Torre de La Aldea · Upload image    |
| Tháp Candela     | Di tích Tháp | La Aldea | 40°43′23″B 0°35′26″Đ / 40,723066°B 0,590607°Đ | RI-51-0006560       | 08-11-1988           | Torre de la Candela · Upload image  |

#### L'Ametlla de Mar(L'Ametlla de Mar)
| Tên                      | Dạng            | Địa điểm          | Tọa độ                                        | Số hồ sơ tham khảo? | Ngày nhận danh hiệu? | Hình ảnh                                       |
| ------------------------ | --------------- | ----------------- | --------------------------------------------- | ------------------- | -------------------- | ---------------------------------------------- |
| Lâu đài San Jorge Alfama | Di tích Lâu đài | La Ametlla de Mar | 40°50′49″B 0°45′43″Đ / 40,846966°B 0,762072°Đ | RI-51-0005013       | 28-10-1976           | Castillo de San Jorge de Alfama · Upload image |
| Tháp Águila              | Di tích Tháp    | La Ametlla de Mar | 40°50′49″B 0°45′43″Đ / 40,846966°B 0,762072°Đ | RI-51-0006667       | 08-11-1988           | Torre del Águila · Upload image                |

#### L'Ampolla(L'Ampolla)
| Tên           | Dạng         | Địa điểm   | Tọa độ | Số hồ sơ tham khảo? | Ngày nhận danh hiệu? | Hình ảnh     |
| ------------- | ------------ | ---------- | ------ | ------------------- | -------------------- | ------------ |
| Tháp Cap-roig | Di tích Tháp | La Ampolla |        | RI-51-0006668       | 08-11-1988           | Upload image |

### P

#### Pauls(Paüls)
| Tên           | Dạng            | Địa điểm | Tọa độ                                        | Số hồ sơ tham khảo? | Ngày nhận danh hiệu? | Hình ảnh     |
| ------------- | --------------- | -------- | --------------------------------------------- | ------------------- | -------------------- | ------------ |
| Lâu đài Pauls | Di tích Lâu đài | Pauls    | 40°55′20″B 0°23′54″Đ / 40,922263°B 0,398355°Đ | RI-51-0006663       | 08-11-1988           | Upload image |

#### El Perelló(El Perelló)
| Tên                    | Dạng                 | Địa điểm | Tọa độ                                        | Số hồ sơ tham khảo? | Ngày nhận danh hiệu? | Hình ảnh                             |
| ---------------------- | -------------------- | -------- | --------------------------------------------- | ------------------- | -------------------- | ------------------------------------ |
| Castillete Sant Esteve | Di tích Lâu đài      | Perelló  |                                               | RI-51-0006665       | 08-11-1988           | Upload image                         |
| Hang Calobres          | Khu khảo cổ          | Perelló  |                                               | RI-55-0000547       | 20-09-1996           | Upload image                         |
| Molino Viento          | Di tích Cối xoay gió | Perelló  | 40°52′16″B 0°42′48″Đ / 40,871081°B 0,713434°Đ | RI-51-0006673       | 08-11-1988           | Molino de Viento · Upload image      |
| Tháp Guardias          | Di tích Tháp         | Perelló  | 40°52′18″B 0°43′33″Đ / 40,871575°B 0,725855°Đ | RI-51-0006672       | 08-11-1988           | Torre de los Guardias · Upload image |
| Tháp Puig-voltor       | Di tích Tháp         | Perelló  |                                               | RI-51-0006671       | 08-11-1988           | Torre de Puig-voltor · Upload image  |
| Tháp Garidell          | Di tích Tháp         | Perelló  |                                               | RI-51-0006670       | 08-11-1988           | Upload image                         |
| Khu vực "cabra Feixet" | Khu khảo cổ          | Perelló  |                                               | RI-55-0000533       | 20-08-1996           | Upload image                         |

### R

#### Roquetes(Roquetes)
| Tên            | Dạng                        | Địa điểm | Tọa độ | Số hồ sơ tham khảo? | Ngày nhận danh hiệu? | Hình ảnh                          |
| -------------- | --------------------------- | -------- | ------ | ------------------- | -------------------- | --------------------------------- |
| Tháp Riba-roja | Di tích Kiến trúc phòng thủ | Roquetas |        | RI-51-0006708       | 08-11-1988           | Torre de Riba-roja · Upload image |

### T

#### Tivenys
| Tên          | Dạng         | Địa điểm | Tọa độ                                        | Số hồ sơ tham khảo? | Ngày nhận danh hiệu? | Hình ảnh                        |
| ------------ | ------------ | -------- | --------------------------------------------- | ------------------- | -------------------- | ------------------------------- |
| Tháp Tivenys | Di tích Tháp | Tivenys  | 40°54′29″B 0°30′43″Đ / 40,908029°B 0,511925°Đ | RI-51-0006738       | 08-11-1988           | Torre de Tivenys · Upload image |

#### Tortosa
| Tên | Dạng                  | Địa điểm      | Tọa độ                                        | Số hồ sơ tham khảo? | Ngày nhận danh hiệu? | Hình ảnh                                            |
| --- | --------------------- | ------------- | --------------------------------------------- | ------------------- | -------------------- | --------------------------------------------------- |
| Ateneo | Di tích               | Tortosa       |                                               | RI-51-0001449       | 26-04-1963           | Upload image                                        |
| Tortosa | Khu phức hợp lịch sử  | Tortosa       | 40°48′47″B 0°31′24″Đ / 40,812996°B 0,52343°Đ  | RI-53-0000201       | 26-02-1976           | Casco Antiguo de Tortosa · Upload image             |
| Lâu đài Suda (Lâu đài San Juan)                                                                                                | Di tích Lâu đài       | Tortosa       | 40°48′53″B 0°31′24″Đ / 40,814847°B 0,52332°Đ  | RI-51-0006747       | 08-11-1988           | Castillo de la Suda · Upload image                  |
| Fuertes Orleans, Bonete và Tenazas                                                                                             | Di tích Fortificación | Tortosa       | 40°48′34″B 0°31′32″Đ / 40,809352°B 0,52543°Đ  | RI-51-0006749       | 08-11-1988           | Fuertes de Orleans, Bonete y Tenazas · Upload image |
| Nhà thờ Tortosa | Di tích Catedral      | Tortosa       | 40°48′52″B 0°31′21″Đ / 40,81431°B 0,52261°Đ   | RI-51-0000923       | 03-06-1931           | Iglesia Catedral de Santa María · Upload image      |
| Palacio Episcopal | Di tích Cung điện     | Tortosa       | 40°48′50″B 0°31′17″Đ / 40,813998°B 0,521413°Đ | RI-51-0000924       | 03-06-1931           | Palacio Episcopal · Upload image                    |
| Cổng Remolins | Di tích               | Tortosa       |                                               | RI-51-0006748       | 08-11-1988           | Puerta de Remolins · Upload image                   |
| Reales Colegios Tortosa (Quần thể arquitectónico formado por Colegio San Luis, fachada Colegio abajo và Nhà thờ Santo Domingo) | Di tích Varios        | Tortosa       | 40°48′53″B 0°31′30″Đ / 40,814805°B 0,524936°Đ | RI-51-0003963       | 10-10-1974           | Reales Colegios de Tortosa · Upload image           |
| Tháp Campedró | Di tích Tháp          | Tortosa       | 40°44′46″B 0°34′46″Đ / 40,746114°B 0,579458°Đ | RI-51-0006756       | 08-11-1988           | Torre de Campedró · Upload image                    |
| Tháp Fullola | Di tích Tháp          | Tortosa       | 40°51′50″B 0°38′45″Đ / 40,863814°B 0,645928°Đ | RI-51-0006666       | 08-11-1988           | Upload image                                        |
| Tháp Gassia | Di tích Tháp          | Tortosa       | 40°48′48″B 0°34′00″Đ / 40,813413°B 0,566537°Đ | RI-51-0006755       | 08-11-1988           | Upload image                                        |
| Tháp Fuente Moro | Di tích Tháp          | Tortosa       |                                               | RI-51-0006760       | 08-11-1988           | Upload image                                        |
| Tháp Merla | Di tích Tháp          | Tortosa Bítem |                                               | RI-51-0006607       | 08-11-1988           | Upload image                                        |
| Tháp Petja | Di tích Tháp          | Tortosa       | 40°47′09″B 0°31′47″Đ / 40,785829°B 0,529617°Đ | RI-51-0006762       | 08-11-1988           | Upload image                                        |
| Tháp Simpática | Di tích Tháp          | Tortosa       |                                               | RI-51-0006763       | 08-11-1988           | Upload image                                        |
| Tháp San Onofre | Di tích Tháp          | Tortosa       |                                               | RI-51-0006751       | 08-11-1988           | Upload image                                        |
| Tháp Túbal (Punta Diamante) | Di tích Tháp          | Tortosa       | 40°48′53″B 0°31′25″Đ / 40,814827°B 0,52364°Đ  | RI-51-0006750       | 08-11-1988           | Torre de Túbal · Upload image                       |
| Tháp Vilaseca | Di tích Tháp          | Tortosa       |                                               | RI-51-0006764       | 08-11-1988           | Upload image                                        |
| Tháp Ángel Custodio (Tháp Solderiu)                                                                                            | Di tích Tháp          | Tortosa       |                                               | RI-51-0006761       | 08-11-1988           | Upload image                                        |
| Tháp Coll l'Alba | Di tích Tháp          | Tortosa       |                                               | RI-51-0006757       | 08-11-1988           | Upload image                                        |
| Tháp Cordero (Tháp Despuig) | Di tích Tháp          | Tortosa       | 40°50′57″B 0°30′46″Đ / 40,849121°B 0,512725°Đ | RI-51-0006752       | 08-11-1988           | Torre del Cordero · Upload image                    |
| Tháp Molino | Di tích Tháp          | Tortosa Bítem | 40°51′29″B 0°31′44″Đ / 40,858089°B 0,528776°Đ | RI-51-0006754       | 08-11-1988           | Upload image                                        |
| Tháp Prior (Tháp Pinyol) | Di tích Tháp          | Tortosa       | 40°50′18″B 0°31′00″Đ / 40,838313°B 0,516766°Đ | RI-51-0006753       | 08-11-1988           | Torre del Prior · Upload image                      |